# Brevitalea aridisoli
Brevitalea aridisoli es una bacteria gramnegativa del género Brevitalea. Fue descrita en el año 2016, es la especie tipo. Su etimología hace referencia a suelo seco. Es aerobia e inmóvil. Catalasa y oxidasa negativas. Tiene un tamaño de 0,7-0,9 μm de ancho por 1-2,2 μm de largo. Forma colonias lisas, brillantes, circulares, convexas, blancas y con márgenes enteros. Temperatura de crecimiento entre 11-52 °C, óptima de 35-45 °C. Tiene un tiempo de duplicación de 4,4 horas. Tiene un contenido de G+C de 55,9%. Se ha aislado de suelo arenoso en Mashare, Namibia. 